# David Trone
Pour les articles homonymes, voir Trône (homonymie).
David John Trone, né le 21 septembre 1955 à Cheverly, est un homme politique américain. Membre du Parti démocrate, il est élu pour le Maryland à la Chambre des représentants des États-Unis de 2019 à 2025.

## Biographie

### Carrière professionnelle
David Trone grandit dans la ferme de volailles (50 000) et de porcins (600) de son père dans le sud-est de la Pennsylvanie. L'exploitation agricole fait toutefois faillite en raison des problèmes d'alcool de son père. Il étudie à l'université Furman. Il fonde une société dans le domaine de l'œuf pour payer ses études. Alors qu'il est étudiant en MBA à la Wharton School de l'université de Pennsylvanie, dont il sort diplômé en 1985, Trone ouvre plusieurs commerces vendant de la bière à prix discount dans la région de Pittsburgh (Beer and Pop Warehouse et Beer World). Alors que la loi de Pennsylvanie interdit d'être propriétaire de plusieurs points de vente de bière, plusieurs commerces sont enregistrés au nom de proches de Trone. Il est arrêté trois fois lors d'enquêtes liées à ces sociétés, sans toutefois être condamné. Il perd toutefois plusieurs millions en frais d'avocats.
Au début des années 1990, il fonde Total Wine & More avec son frère Robert. En raison de ses problèmes en Pennsylvanie, les premiers commerces sont ouverts au Delaware et au New Jersey. En 2017, la société de vente de boissons alcoolisées est devenue la plus importante du pays, avec trois milliards de chiffres d'affaires pour ses 172 magasins dans 22 États. Grâce à sa fortune, Trone fait d'importantes donations à des associations. Il est par exemple l'un des plus importants donateurs de l'histoire de l'Union américaine pour les libertés civiles, avec un don de 15 millions de dollars en 2016.

### Carrière politique

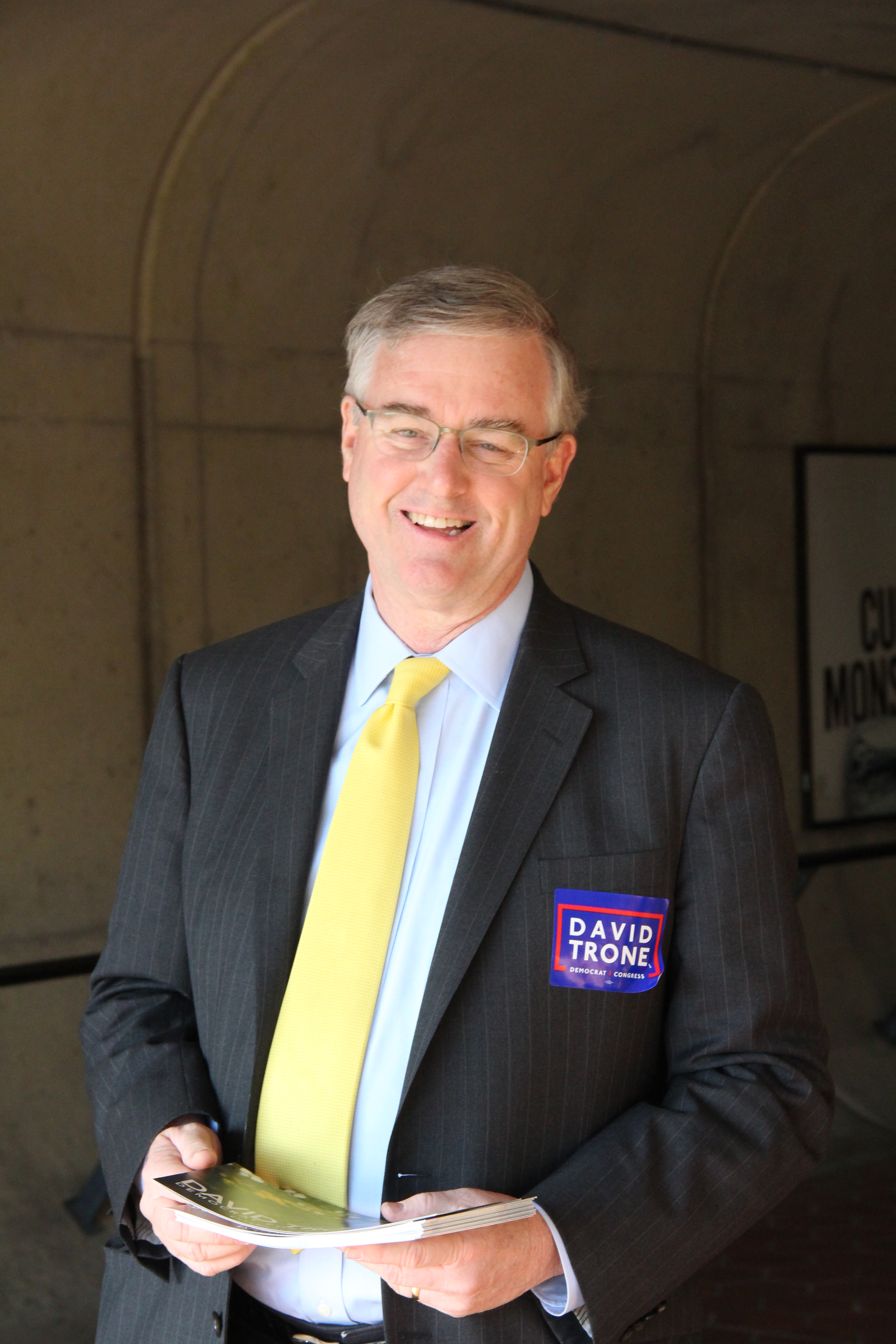
Trone en campagne en 2016.

Lors des élections de 2016, Trone se présente à la Chambre des représentants des États-Unis dans le 8e district du Maryland, qui comprend une partie des comtés de Montgomery, Frederick et Carroll. Il espère succéder au démocrate Chris Van Hollen, candidat au Sénat des États-Unis. Il annonce sa candidature tardivement, alors que le sénateur Jamie Raskin et la présentatrice Kathleen Matthews sont déjà engagés dans l'élection depuis plusieurs mois. Alors que Raskin devient le favori de la course, le ton monte entre les candidats, Trone le qualifiant de « figure polarisante de la gauche », incapable de travailler avec les républicains. Raskin l'attaque en retour, notamment pour ses donations au gouverneur conservateur du Texas Greg Abbott ; Trone explique alors avoir fait ces dons pour soutenir des lois favorisant les activités de son entreprise dans l'État. Au total, Trone dépense plus de 12,4 millions de sa fortune dans l'élection, un record à l'échelle nationale. La primaire devient ainsi la plus chère du pays. Le 27 avril 2016, Trone termine en deuxième position de la primaire démocrate avec 27 %  des voix, devant Matthews (24 %) mais derrière Raskin (34 %). Dans une circonscription favorable aux démocrates, Raskin est facilement élu au Congrès en novembre.
Deux ans plus tard, lors des élections de mi-mandat, Trone se présente dans le 6e district, qui s'étend quant à lui du comté de Montgomery à l'ouest du Maryland. Le démocrate sortant John Delaney ne se représente pas, préparant une campagne présidentielle. Alors qu'il dépense à nouveau plusieurs millions de sa fortune (10 à 12 millions durant la primaire, 16 millions au total), ses adversaires l'accusent — comme en 2016 — de vouloir acheter l'élection,,. Avec 41 % des suffrages, il remporte la primaire démocrate devant la déléguée Aruna Miller (en) (30 %) et six autres candidats,. Lors de l'élection générale, il est élu représentant des États-Unis avec environ 60 % des voix face à la républicaine Amie Hoeber.
En mai 2023, il annonce sa candidature à l'élection sénatoriale de 2024 dans le Maryland pour succéder au sénateur démocrate sortant Ben Cardin, non candidat à sa réélection. Il recueille 42,8 % des voix et termine de la primaire démocrate derrière Angela Alsobrooks, malgré 60 millions de dollars dépensés depuis ses fonds personnels pour financer sa campagne.